# Antonio Tabucchi
Antonio Tabucchi (Vecchiano, província de Pisa, 24 de setembre de 1943 - Lisboa, 25 de març del 2012) fou un escriptor italià, professor de llengua i literatura portugueses en la Universitat de Siena.
Visceralment enamorat de Portugal, era el millor coneixedor, crític i traductor italià de l'escriptor portuguès Fernando Pessoa. Tabucchi conegué l'obra de Pessoa en els anys seixanta, en La Sorbona, li fascinà de tal forma que al seu retorn a Itàlia acudeix a classes de portuguès per comprendre millor el poeta. Els seus llibres han estat traduïts en divuit països. Amb Maria José de Lancastre, la seva esposa, va traduir a l'italià moltes de les obres de Pessoa.
Va escriure, a més, un llibre d'assajos i una comèdia teatral sobre Pessoa. Va obtenir el premi francès "Médicis étranger" per la seva novel·la Notturno Indiano, i el premi Campiello per Afirma Pereira. Alguns dels seus llibres més coneguts són Notturno Indiano, Piccoli equivoci senza importanza, Un baule pieno di gente, Gli ultimi tre giorni di Fernando Pessoa, Afirma Pereira, La testa perduta di Damasceno Monteiro i Si sta facendo sempre più tardi. Diversos dels seus llibres han estat duts al cinema, entre els quals destaca Afirma Pereira, en què Marcello Mastroianni destaca en una de les seves últimes interpretacions, el 1995, només un any abans de la defunció del gran actor italià. El 2004 Tabucchi va rebre a Espanya el Premi de Periodisme Francisco Cerecedo.
Va morir el 2012 a Lisboa als 68 anys. Pòstumament, va publicar-se a Feltrinelli, Milà, la novel·la Per Isabel. Un mandala (2013), traduïda al català per Teresa Muñoz Lloret (Ed. 62, 2014) i al castellà per Carlos Gumpert (Anagrama, 2014).